# Oblasy (województwo śląskie)
Oblasy – wieś w Polsce położona w województwie śląskim, w powiecie częstochowskim, w gminie Koniecpol.
Były wsią klasztoru cystersów jędrzejowskich w województwie sandomierskim w ostatniej ćwierci XVI wieku. W latach 1975–1998 miejscowość położona była w województwie częstochowskim.